# Seleção Sérvia de Voleibol Feminino
A Seleção Sérvia de Voleibol Feminino é uma equipe nacional europeia de voleibol que representa a Sérvia nas competições internacionais, é regulamentada e mantida pela Federação Sérvia de Voleibol.

## História
Jogadoras sérvias competem pela seleção nacional desde 1951, quando representaram a então Iugoslávia no Campeonato Europeu. Até 1991 a seleção competia sob a bandeira da República Socialista Federativa da Iugoslávia, entre 1992 e 2002 como República Federal da Iugoslávia e entre 2003 e 2006 como Sérvia e Montenegro.
Foi no último ano como Sérvia e Montenegro que a seleção sérvia começou a se consolidar no cenário mundial. Com apenas uma participação anterior em Campeonato Mundiais, a seleção conquistou um inédito terceiro lugar no Japão em 2006. A partir de então disputa a maioria dos principais campeonatos internacionais e possui como resultados mais expressivos a medalha de prata nos Jogos Olímpicos de 2016, a medalha de ouro nos Campeonatos Europeus de 2011 e 2017 e as medalhas de bronze nos Grand Prix de 2011, 2013 e 2017.
Em 2018 conquistou seu principal título até então quando venceu o Campeonato Mundial, no Japão, em uma final contra a Itália. Em 2022, obteve novamente o ouro no torneio depois de vencer o Brasil na final.

## Principais resultados

### Jogos Olímpicos
| Ano  | Sede           | Colocação |
| ---- | -------------- | --------- |
| 2008 | Pequim         | 5º        |
| 2012 | Londres        | 11º       |
| 2016 | Rio de Janeiro | 2º        |
| 2020 | Tóquio         | 3º        |

### Campeonato Mundial
| Ano  | Sede                    | Colocação |
| ---- | ----------------------- | --------- |
| 1978 | União Soviética         | 16º1      |
| 2006 | Japão                   | 3º2       |
| 2010 | Japão                   | 8º        |
| 2014 | Itália                  | 7º        |
| 2018 | Japão                   | 1º        |
| 2022 | Países Baixos · Polónia | 1º        |

### Campeonato Europeu
| Ano  | Sede                                     | Colocação |
| ---- | ---------------------------------------- | --------- |
| 1951 | França                                   | 3º1       |
| 1958 | Tchecoslováquia                          | 7º1       |
| 1963 | Roménia                                  | 8º1       |
| 1971 | Itália                                   | 14º1      |
| 1975 | Iugoslávia                               | 8º1       |
| 1977 | Finlândia                                | 9º1       |
| 1979 | França                                   | 10º1      |
| 1981 | Bulgária                                 | 11º1      |
| 1989 | Alemanha Ocidental                       | 8º1       |
| 1991 | Itália                                   | 12º1      |
| 2003 | Turquia                                  | 10º2      |
| 2005 | Croácia                                  | 7º2       |
| 2007 | Bélgica · Luxemburgo                     | 2º        |
| 2009 | Polónia                                  | 7º        |
| 2011 | Sérvia · Itália                          | 1º        |
| 2013 | Alemanha · Suíça                         | 4º        |
| 2015 | Bélgica · Países Baixos                  | 3º        |
| 2017 | Azerbaijão · Geórgia                     | 1º        |
| 2019 | Eslováquia · Hungria · Polónia · Turquia | 1º        |
| 2021 | Bulgária · Croácia · Roménia · Sérvia    | 2º        |
| 2023 | Alemanha · Bélgica · Estónia · Itália    | 2º        |

- 1Como  Iugoslávia;
- 2Como  Sérvia e Montenegro.

### Liga das Nações
| Ano  | Sede      | Colocação |
| ---- | --------- | --------- |
| 2018 | Nanquim   | 5º        |
| 2019 | Nanquim   | 13º       |
| 2021 | Rimini    | 13º       |
| 2022 | Ancara    | 3º        |
| 2023 | Arlington | 9º        |
| 2024 | Bancoque  | 11º       |
| 2025 | Łódź      | 15º       |

### Grand Prix
| Ano  | Sede     | Colocação |
| ---- | -------- | --------- |
| 2011 | Macau    | 3º        |
| 2012 | Ningbo   | 11º       |
| 2013 | Sapporo  | 3º        |
| 2014 | Tóquio   | 8º        |
| 2015 | Omaha    | 8º        |
| 2016 | Bancoque | 7º        |
| 2017 | Nanquim  | 3º        |

### Copa do Mundo
| Ano  | Sede  | Colocação |
| ---- | ----- | --------- |
| 2007 | Japão | 5º        |
| 2011 | Japão | 7º        |
| 2015 | Japão | 2º        |
| 2019 | Japão | 9º        |

### Liga Europeia
| Ano  | Sede         | Colocação |
| ---- | ------------ | --------- |
| 2009 | Kayseri      | 1º        |
| 2010 | Ankara       | 1º        |
| 2011 | Istambul     | 1º        |
| 2012 | Karlovy Vary | 3º        |
| 2013 | Varna        | 5º        |

### Jogos Europeus
| Ano  | Sede | Colocação |
| ---- | ---- | --------- |
| 2015 | Baku | 3º        |

## Elenco atual
Convocação para o Campeonato Europeu de 2017:
| No. | Nome                | Data de nascimento     | Pos | Altura              | Peso           | Ataque           | Bloqueio         | Clube 2016–17             |
| --- | ------------------- | ---------------------- | --- | ------------------- | -------------- | ---------------- | ---------------- | ------------------------- |
| 1   | Bianka Buša         | 25 de julho de 1994    | P   | 1,87 m (6 ft 2 in)  | 74 kg (160 lb) | 293 cm (120 pol) | 282 cm (110 pol) | Metalleghe Montichiari    |
| 4   | Bojana Živković     | 29 de março de 1988    | LV  | 1,86 m (6 ft 1 in)  | 72 kg (160 lb) | 300 cm (120 pol) | 292 cm (110 pol) | Voléro Zürich             |
| 5   | Mina Popović        | 16 de setembro de 1994 | C   | 1,87 m (6 ft 2 in)  | 73 kg (160 lb) | 315 cm (120 pol) | 305 cm (120 pol) | Foppapedretti Bergamo     |
| 6   | Tijana Malešević    | 18 de março de 1991    | P   | 1,85 m (6 ft 1 in)  | 78 kg (170 lb) | 300 cm (120 pol) | 286 cm (110 pol) | Vôlei Nestlé Osasco       |
| 9   | Brankica Mihajlović | 13 de abril de 1991    | P   | 1,90 m (6 ft 3 in)  | 83 kg (180 lb) | 315 cm (120 pol) | 311 cm (120 pol) | JT Marvelous              |
| 10  | Slađana Mirković    | 7 de outubro de 1995   | LV  | 1,85 m (6 ft 1 in)  | 78 kg (170 lb) | 293 cm (120 pol) | 282 cm (110 pol) | Telekom Baku              |
| 11  | Stefana Veljković   | 9 de janeiro de 1990   | C   | 1,90 m (6 ft 3 in)  | 76 kg (170 lb) | 320 cm (130 pol) | 305 cm (120 pol) | Chemik Police             |
| 12  | Teodora Pušić       | 12 de março de 1993    | LB  | 1,70 m (5 ft 7 in)  | 58 kg (130 lb) | 270 cm (110 pol) | 260 cm (100 pol) | Vizura Belgrado           |
| 13  | Ana Bjelica         | 3 de abril de 1992     | O   | 1,90 m (6 ft 3 in)  | 78 kg (170 lb) | 310 cm (120 pol) | 305 cm (120 pol) | Vôlei Nestlé Osasco       |
| 15  | Jovana Stevanović   | 30 de junho de 1992    | C   | 1,92 m (6 ft 4 in)  | 72 kg (160 lb) | 308 cm (120 pol) | 295 cm (120 pol) | Pomì Casalmaggiore        |
| 16  | Milena Rašić ()     | 25 de outubro de 1990  | C   | 1,91 m (6 ft 3 in)  | 72 kg (160 lb) | 318 cm (130 pol) | 315 cm (120 pol) | Vakıfbank Istambul        |
| 18  | Tijana Bošković     | 8 de março de 1997     | O   | 1,93 m (6 ft 4 in)  | 82 kg (180 lb) | 325 cm (130 pol) | 317 cm (120 pol) | Eczacıbaşı VitrA Istambul |
| 19  | Bojana Milenković   | 6 de março de 1997     | P   | 1,85 m (6 ft 1 in)  | 70 kg (150 lb) | 294 cm (120 pol) | 288 cm (110 pol) | Estrela Vermelha Belgrado |
| 20  | Jelena Blagojević   | 1 de dezembro de 1988  | LB  | 1,81 m (5 ft 11 in) | 68 kg (150 lb) | 267 cm (110 pol) | 242 cm (95 pol)  | Chemik Police             |